# Vasco Pereira Lusitano
Vasco Pereira Lusitano (Évora, 1535 — Sevilha, 1609) foi um pintor português. Fixando-se em Sevilha, Espanha, a sua obra encontra-se entre o maneirismo e o barroco.
Segundo Vítor Serrão, Vasco Pereira forma-se na oficina do pintor sevilhano Luis de Vargas, que é também o mestre de Francisco Venegas e provavelmente de Lourenço de Salzedo, mas depois passa a trabalhar por conta própria. Conhecem-se muitas empreitadas ligadas a Vasco Pereira, mas só 12 obras estão identificadas como suas.
Vasco Pereira desenvolve actividade como artista autónomo a partir de 1562, tendo chegado a ser eleito presidente da corporação de pintores de Sevilha, cidade onde não haveria mais de 30 profissionais. Segundo Joaquim Caetano, Vasco Pereira é um homem culto, com uma biblioteca enorme para a época — 240 livros de história, literatura, teologia — e uma colecção de gravura com centenas de exemplares. Era um bom pintor e muito respeitado.

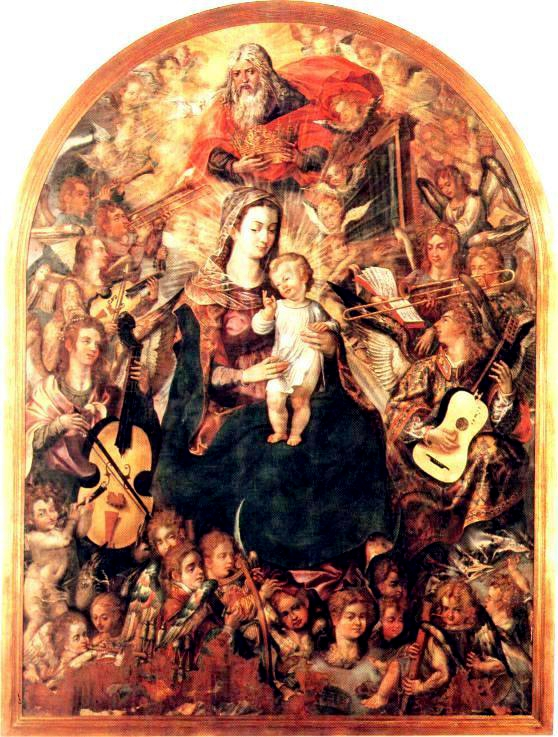
A Coroação da Virgem (1605), de Vasco Pereira Lusitano, na colecção do Museu Carlos Machado, Ponta Delgada.

## Obra
Vasco Pereira deixou uma vasta obra espalhada por Espanha e pela América Espanhola. 

### A Coroação da Virgem
Apenas se conhece uma obra da sua autoria que entrou, em vida, em Portugal, precisamente, A Coroação da Virgem, datada de 1605, encomenda da Igreja de Todos os Santos, em Ponta Delgada. Por razões desconhecidas, a obra seria coberta por uma réplica de menor qualidade, apenas tendo sido descoberta em 1973, em mau estado de conservação. Depois de restaurada em Lisboa, regressaria à Ilha de São Miguel, estando actualmente exposta na secção de Arte Sacra do Museu Regional Carlos Machado, na antiga Igreja de Todos os Santos, em Ponta Delgada. É uma das suas melhores obras e das poucas que se encontram actualmente no seu país natal. A obra representa a Virgem Maria, coroada por Deus Pai, com o Menino Jesus nos braços, rodeada de arcanjos, serafins e querubins que entoam cânticos e tangem instrumentos musicais.

### Nossa Senhora do Bom Ar

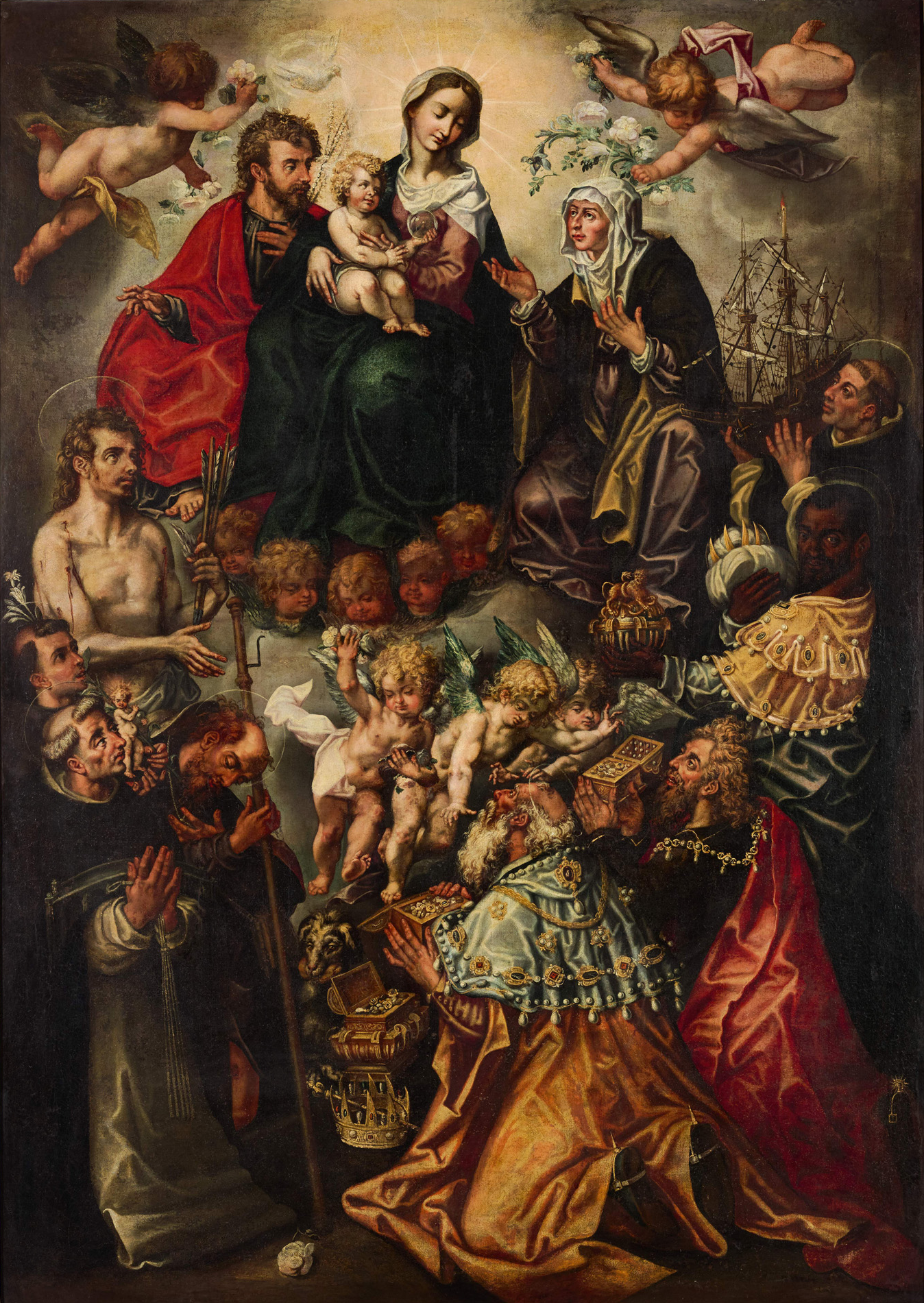
Virgem del Buen Aire (1603), de Vasco Pereira Lusitano

A Nuestra Señora Del Buen Aire foi criada em 1603 por Vasco Pereira para a Confraria da Virgem do Bom Ar, de Santa Ana e de Todos os Santos sedeada em Sevilha. A pintura começou por ocupar o altar-mor da igreja desta Confraria, no bairro de Triana, tendo passado depois para a sala onde a Confraria se reunia no Real Colégio de San Telmo.
Na pintura, com 189X135 cm, a Virgem Maria aparece representada com o Menino Jesus ao colo, ladeada por São José e Santa Ana, e para além dos três Reis Magos e de vários anjos, a pintura tem cinco santos: São Telmo, São Sebastião, São Roque, Santo António e São Gonçalo de Amarante, estes dois últimos com ligações claras a Portugal.
São Telmo, padroeiro dos homens do mar, aparece com uma embarcação nas mãos; São Sebastião e São Roque são dois santos protectores da peste, que afectou Sevilha em 1599, poucos anos antes desta pintura estar terminada; São Gonçalo de Amarante insiste muito nas doações à igreja. É uma composição complexa e muito cuidada, que está muito relacionada com a vida da própria irmandade.
Os Reis Magos que aparecem em adoração ricamente vestidos, sendo símbolos das três partes do mundo conhecidas, ou das três idades do homem, com Baltazar a olhar de forma algo desafiante para fora da pintura, são representados com quatro cofres carregados de ouro e jóias, quando as suas oferendas tradicionalmente são ouro, incenso e mirra.
Apesar de ser de grandes dimensões, esta obra parece sobrecarregada de figuras e símbolos, como se não houvesse espaço para mais nada. Segundo Joaquim Caetano, "a composição foi preparada para que as figuras que temos de lado e na base projectem para o alto a Virgem, São José e Santa Ana. A sensação de falta de espaço e todo aquele luxo de veludos e camafeus nos Reis Magos é o que se espera de uma pintura que resulta de uma encomenda importante de uma irmandade rica, mas também de uma pintura que vem anunciar o barroco.”
Para o historiador de arte e catedrático espanhol Juan Miguel Serrera Contreras, esta é a obra-prima de Vasco Pereira. As primeiras obras de Vasco Pereira são em grande parte uma repetição do maneirismo ao estilo do seu mestre Vargas, mas a Nossa Senhora do Bom Ar é uma obra de grande maturidade, de fim de vida, tendo uma grande influência do maneirismo flamengo, esplendoroso, que também tem seguidores em Sevilha.
A Nossa Senhora do Bom Ar pertence no presente a uma colecção privada, a do casal Odile e Armando Pereira, empresário português co-fundador da Altice, que a depositou no Museu Nacional de Arte Antiga (MNAA) nos próximos cinco anos. A obra estará exposta até ao final do ano de 2020, após o que será objecto de intervenção conservação e restauro.

### Outras Obras
Outras das suas obras encontram-se em Espanha: A Anunciação, na Igreja de San Juan de Marchena, a Santíssima Trindade, na Igreja de Palomares del Río, e a Virgem do Bom Ar, numa colecção particular, em La Palma del Condado. O seu Santo Onofre encontra-se no Museu de Dresden, na Alemanha, tendo sido pintado para uma capela do Pátio dos Naranjos da Catedral de Sevilha.